# Numismatique lorraine
La numismatique lorraine étudie les pièces de monnaie produites par le duché de Lorraine au cours de  son histoire.

## Origine
L’origine de ce monnayage se situe aux environs des VIIIe – IXe siècles. Petit à petit des vassaux du roi de France mirent la main sur les ateliers monétaires d’abord pour exercer un simple contrôle, puis pour en tirer des profits, enfin, peu à peu les espèces aux type royaux qu’ils fabriquaient se modifièrent pour devenir leurs espèces propres, jusqu’à porter leurs effigies.

## Rappel historique
La Lorraine est le domaine des ducs de Lorraine, une partie de l’ancien royaume de Lotharingie maintes fois disputé et divisé. Vers 960, ce royaume sera divisé en Basse et Haute-Lorraine, celle-ci sera donnée à Gérard d'Alsace, premier duc de Lorraine, en 1048. En sept siècles, trente ducs héréditaires vont faire de ce duché une riche province que les rois de France finiront par convoiter. La Lorraine ducale sera finalement rattachée au royaume de France en 1766. Elle correspond approximativement à quatre départements créés en 1790 : la Meurthe-et-Moselle, la Moselle, la Meuse et les Vosges.

## La Maison d'Alsace (1047-1431)

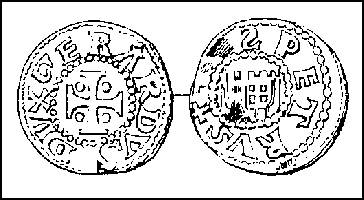
Gérard d'Alsace - Denier de Remiremont.

Riche et prospère à l’image de ce duché, la numismatique lorraine remonte à Gérard d’Alsace, premier duc, qui n'a laissé que peu de monnaies. F. de Saulcy, érudit du XIXe siècle et auteur de l’ouvrage de référence Recherches sur les monnaies des Ducs héréditaires de Lorraine lui en attribue trois seulement. Ce sont de petits deniers d’argent frappés à Remiremont ou Saint-Dié. Il en est de même pour ses successeurs, Thierri Mathieu, Simon II, Ferri II et Mathieu II, leurs monnaies sont très rares.

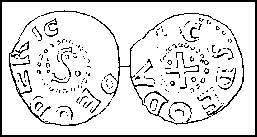
Thierri - Denier.

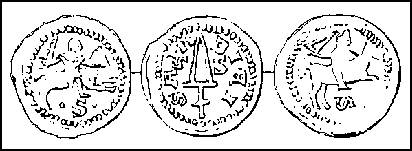
Deniers de Ferri III

En revanche, les deniers d’argent de Ferri III (1240-1303), frappés au XIIIe siècle, sont relativement courants et il est aisé d’en obtenir les différents types. On y découvre l'écu de Lorraine, le duc à cheval ou une main tenant une épée. Le revers porte le nom de la ville où ils sont frappés : Nancy, Neufchâteau ou Mirecourt. Les monnaies de Ferri III portent pour la première fois sur une monnaie de Lorraine l’actuel blason aux trois alérions. Selon la légende, Godefroi de Bouillon, duc de Basse-Lorraine, avait pris part à la première croisade en 1095 et commandait l’armée qui assiégeait Jérusalem. Pour galvaniser ses troupes, il demanda un signe au Seigneur. Trois oiseaux passaient dans le ciel, il tira une flèche qui les embrocha tous les trois. Il obtint ce jour de changer d’écu et son blason fournit à celui de Lorraine les trois alérions en ligne sur une bande de gueule. Nous retrouverons ces trois alérions, sur un denier attribué à Ferri IV avec un dessin peut être audacieux pour l’époque.

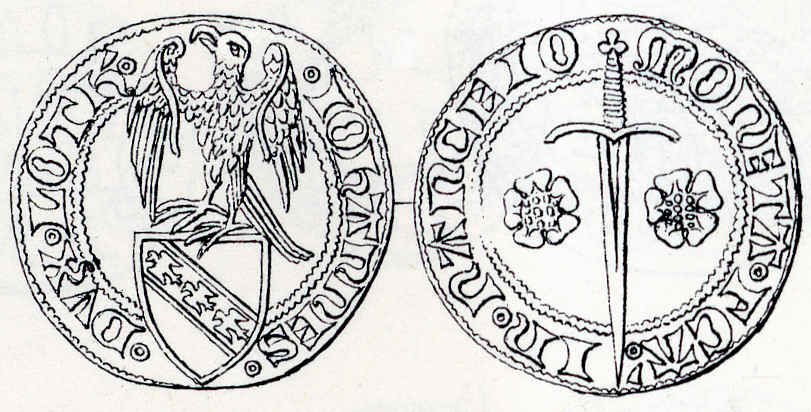
Denier de Jean Ier.

Viennent ensuite chronologiquement, toujours avec de petites pièces d’argent, Thiébaut II, Ferri IV. Au fur et à mesure que l’on progresse dans le temps, la gravure se précise, les portraits s’affinent, la taille des pièces augmente avec Raoul, Jean Ier et Charles II.

## La Maison d'Anjou (1431-1473)

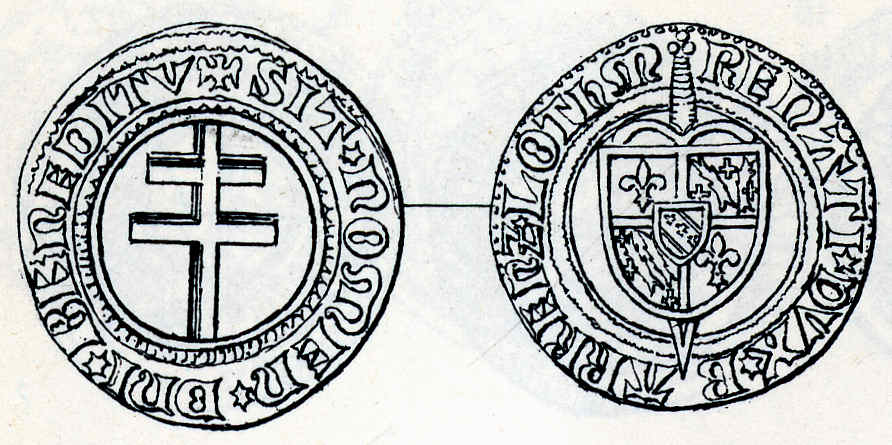
Première apparition de la Croix de Lorraine sur une monnaie de René Ier

Avec l’avènement de René Ier, en 1431, la maison de Lorraine s’allie à la maison d’Anjou et le duché de Bar est annexé. Sous son règne, pour la première fois, apparaît la croix de Lorraine. C’est en Anjou qu’il faut rechercher l’origine de cette croix, toujours objet de nombreuses controverses.
De René Ier on passe presque directement, pour la numismatique, à René II car les monnaies de Jean II sont fort rares ; elles sont inexistantes sous Nicolas.

## René II (1473-1737)

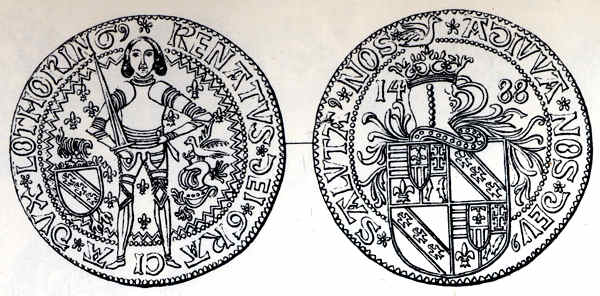
Écu de René II, première monnaie datée

Avec René II nous faisons un grand pas. Ses monnaies sont nombreuses et variées. Nous voyons paraître pour la première fois des florins d’or, des testons et même quelques pièces d’argent de très grand module. Ce duc se distingue par les prétentions et les droits qu’il revendique sur diverses couronnes ; nous voyons ainsi apparaître sur son blason Hongrie, Naples, Jérusalem et Aragon, ajouté à Anjou, Lorraine et Bar.

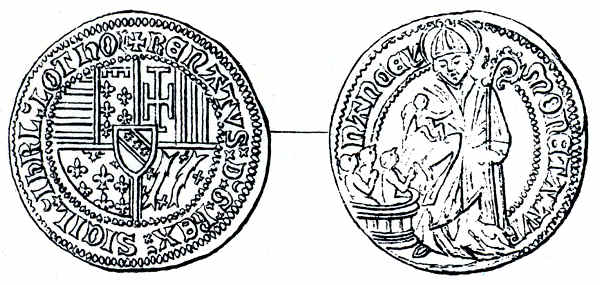
Florin d'or de René II avec Saint-Nicolas patron de la Lorraine

Pour la première fois également, nous trouvons une monnaie datée (bien que De Saulcy émette un doute ici sur le fait que nous soyons en présence d’une monnaie) ce qui se généralisera sous le duc Antoine et facilitera nos recherches et le classement. Sur de rares florins d’or nous voyons saint Nicolas, patron de la Lorraine, ressuscitant les trois enfants.

## Antoine (1489-1544)
Le "Bon Duc Antoine" avait été élevé à la Cour de France et était lié à François Ier par une profonde amitié. Ils avaient combattu côte à côte à Marignan et le roi de France viendra a Nancy pour tenir le fils aîné du duc, futur François II, sur les fonts baptismaux. L’influence de la Renaissance sur l’art monétaire va nous permettre d’assister à la généralisation des portraits sur les monnaies. Ce sera un attrait particulier de la collection.

## Charles III de Lorraine (1543-1608)
Nous allons suivre ainsi l’évolution du portrait de Charles II, curieusement appelé Charles III, qui, monté sur le trône à l’âge de deux ans mourra après soixante-cinq ans de règne. Les traits du visage d’abord poupin s’affineront avec l’adolescence ; ce sera ensuite un jeune homme tantôt glabre, tantôt barbu et portant moustaches ; nous verrons enfin le vieil homme qui, aimé de ses sujets, s’éteindra au début du XVIIe siècle.

## Charles IV (1604-1675)

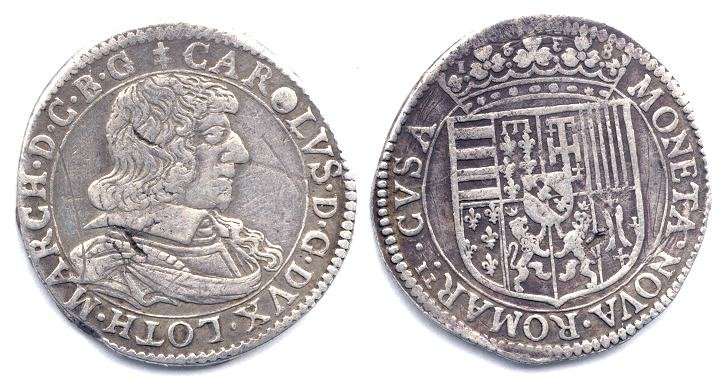
Teston à l'effigie du Duc Charles IV frappé à Remiremont en 1638 (diamètre 29mm)

Plus tard, on suit avec intérêt les péripéties qui font passer la couronne ducale d’une tête sur l’autre par application de la loi salique en faveur de Charles IV qui, à son avènement, tenant cette couronne de sa femme Nicole. Après un an de règne commun (année durant laquelle les bustes des époux sont accolés sur les monnaies)  et à la suite de ce que nous appellerions aujourd’hui une mésentente conjugale, Charles IV, après une série d’intrigues, arrive à se faire adjuger le Duché. C’est également sous Charles IV que le Roi de France commence à faire connaître ses ambitions sur cette Province. À l’instigation de Richelieu, dès 1634, les troupes de Louis XIII, puis de Louis XIV, occupent la Lorraine. Aidé par les Espagnols, Charles IV reprend quelques places en 1638-1639. Cela donne le plaisir aux numismates d’aujourd’hui de rechercher les rares testons frappés à Remiremont à l’effigie de ce duc. En 1661, Mazarin rendra son duché au détenteur héréditaire non sans l’avoir amputé de quelques villes. La paix ne durera que quelques années et la fin du règne de Charles IV est à nouveau marquée par des guerres avec Louis XIV.

## LéopoldIer(1679-1729)

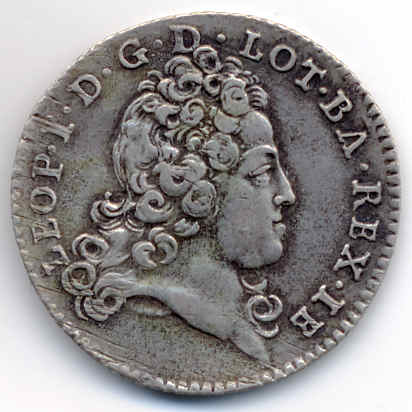
Teston à l'effigie du Duc Léopold Ier, diamètre 25 mm

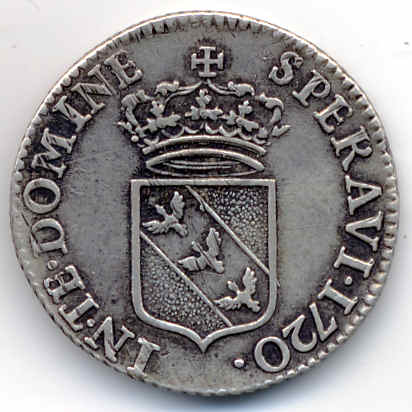
Revers du teston 1720

Léopold Ier, descendant par sa mère de la Maison d'Autriche, épousa la nièce de Louis XIV, Élisabeth-Charlotte d'Orléans et fut réintégré dans ses états en 1697. Il s’emploiera toute sa vie à faire le bonheur des Lorrains. En 1709, année de disette et de famine, la Lorraine fut même, grâce à lui, épargnée. Pendant son règne, l’histoire monétaire de la Lorraine est très riche et les séries de monnaies laissées par Léopold très nombreuses. Léopold Ier innove en employant une couronne ducale fermée, surmontée d'une croix de Jérusalem : la couronne fermée était un privilège royal, qu'il revendique en qualité de roi de Jérusalem.

## François III (1709-1765)
François III sera le dernier duc héréditaire de la Lorraine. Fiancé à la fille de l’empereur d’Autriche, il abandonnera ses droits sur la Lorraine au profit de Stanislas, roi de Pologne, dans le secret espoir d’hériter un jour de la couronne impériale d’Autriche. Il mourra empereur germanique en 1765. Il a laissé peu de monnaies.

## StanislasIer(1677-1766)
Stanislas Ier, son successeur, n’avait obtenu le Duché que pour sa vie durant et il n’exerça pas le droit de battre monnaie. À sa mort, la Lorraine qui était déjà sous administration française, devient en 1766, province française.